# بابکن ملیکیان
بابکن لیودویک ملیکیان (ارمنی: Բաբկեն Լյուդվիկ Մելիքյան؛ زادهٔ ۳ آوریل ۱۹۶۰ در ایروان) بازیکن فوتبال در پست هافبک، مهاجم اهل ارمنستان است. در سال ۱۹۹۰ به لبنان نقل مکان نمود.

## باشگاهی
از باشگاه‌هایی که در آن بازی کرده‌است می‌توان به باشگاه فوتبال اسپارتاک مسکو، باشگاه فوتبال دنیپرو، باشگاه فوتبال هومنتمن بیروت، باشگاه فوتبال کوتایک، هومنمن ای‌ای بیروت و باشگاه فوتبال آرارات ایروان اشاره کرد.

## تیم ملی
وی همچنین در تیم ملی فوتبال لبنان بازی کرده‌است.